# Josep Maria Miró i Trepat
Josep Maria Miró i Trepat   (Montevideo, 15 de setembre de 1872 - Madrid, 16 de juny de 1946) fou un empresari i dirigent esportiu català. Va ser el segon president del RCD Espanyol, des de 1902 fins a 1906.

## Biografia
Nascut accidentalment a l'Uruguai el 1873, ben aviat es traslladà a Barcelona. Fou un dels fundadors del club RCD Espanyol l'any 1900. El 9 de novembre de 1902 fou escollit segon president del club, en substitució d'Àngel Rodríguez Ruiz. El 6 de desembre de 1903 el club inaugurà un camp situat a la part nord de l'Hospital Clínic de Barcelona, terrenys que foren adquirits pel mateix president. La construcció del camp fou obra de l'empresa familiar. En ser el primer terreny tancat de Catalunya, va permetre exigir als seguidors un pagament per poder assistir als partits. Miró fou també vicepresident de l'Associació de Clubs de Football de Barcelona des de desembre de 1905. L'any 1906, però, una malaltia pulmonar l'apartaren de la presidència, fet que combinat amb la marxa d'alguns jugadors portarem a la suspensió d'activitat del club.
El 14 de gener de 1906 fou nomenat vicepresident de l'organisme empresarial Foment del Treball Nacional. El 1907, amb l'objectiu d'acabar de recuperar-se de la seva malaltia es traslladà a Sevilla, on col·laborà amb el naixement del Sevilla FC. El desembre de 1912 fou elegit president del club andalús, romanent al càrrec fins a l'11 d'octubre de 1913. El 1913 inaugurà el camp del Mercantil, primer terreny estable del club. Aquest mateix any es traslladà a Madrid on continuà lligat al món del futbol presidint els clubs Racing Club de Madrid i Real Sociedad Gimnástica Española.
Aficionat al tir, participa en els Jocs Olímpics d'Estiu de 1920 d'Anvers en la modalitat de tir olímpic assolint una sisena posició en la prova de pistola militar, 30 metres per equips. També fou directiu de la Federació Nacional de Tir.
L'abril de 1927 fou escollit conseller i tinent d'alcalde de l'ajuntament de Madrid. Dos dels seus fills i un net van morir durant la guerra civil espanyola en el túnel de la mort d'Usera, i ell es va salvar per tenir passaport uruguaià.
Mai es va recuperar d'aquesta tragèdia. Josep Maria Miró i Trepat va morir el 1946.